# سينثيا كوبر دايك
سينثيا كوبر دايك (بالإنجليزية: Cynthia Cooper-Dyke) مواليد 14 أبريل 1963 في شيكاغو، هي لاعبة كرة سلة أمريكية سابقة أصبحت مدربة بدأت مسيرتها الاحترافية في سنة 1986.. يبلغ طولها 5 قدم 10 بوصة (1.8 م). شاركت في دورة الألعاب الأولمبية الصيفية سنة 1988. اعتزلت اللعب في 2003. دخلت قاعة نايسميث التذكارية لمشاهير كرة السلة.

## الميداليات
| الميدالية | المسابقة                           |
| --------- | ---------------------------------- |
| ذهبية     | الألعاب الأولمبية الصيفية 1988     |
| برونزية   | الألعاب الأولمبية الصيفية 1992     |
| ذهبية     | دورة الألعاب الأمريكية 1987        |
| ذهبية     | كأس العالم لكرة السلة للسيدات 1986 |
| ذهبية     | كأس العالم لكرة السلة للسيدات 1990 |

## إحصائيات المسيرة

### الاتحاد الوطني لكرة السلة النسائية
| الفريق         | السنة   | G  | W  | L  | W–L% | النهاية   | PG | PW | PL | PW–L% | النتيجة |
| -------------- | ------- | -- | -- | -- | ---- | --------- | -- | -- | -- | ----- | ------- |
| فينيكس ميركوري | 2001    | 32 | 13 | 19 | .406 | 5         | —  | —  | —  | —     | —       |
| فينيكس ميركوري | 2002    | 10 | 6  | 4  | .600 | (استقالت) | —  | —  | —  | —     | —       |
| المسيرة        | المسيرة | 42 | 19 | 23 | .452 |           | —  | —  | —  | —     |         |

## روابط خارجية
- سينثيا كوبر دايك على موقع الاتحاد الدولي لكرة السلة (الإنجليزية)
- سينثيا كوبر دايك على موقع الاتحاد الوطني لكرة السلة النسائية (الإنجليزية)
- سينثيا كوبر دايك على موقع كرة السلة الأوروبية.كوم (الإنجليزية)
- سينثيا كوبر دايك على موقع كلية كرة السلة في سبورتس رفرنس.كوم (الإنجليزية)
- سينثيا كوبر دايك على موقع ريلجم (الإنجليزية)
- سينثيا كوبر دايك على موقع بروبوليرز (الإنجليزية)
- سينثيا كوبر دايك على موقع قاعة مشاهير كرة السلة للسيدات (الإنجليزية)
- سينثيا كوبر دايك على موقع سبورتس رفرنس (الإنجليزية)
- سينثيا كوبر دايك على موقع سبورتس رفرنس (الإنجليزية)
- سينثيا كوبر دايك على موقع كلية كرة السلة في سبورتس رفرنس.كوم (الإنجليزية)